# Disclisioprocta albosignata
Disclisioprocta albosignata är en fjärilsart som beskrevs av Alpheus Spring Packard 1873. Disclisioprocta albosignata ingår i släktet Disclisioprocta och familjen mätare. Inga underarter finns listade i Catalogue of Life.